# Helina subeiensis
Helina subeiensis este o specie de muște din genul Helina, familia Muscidae, descrisă de Ma și Wang în anul 1992.
Este endemică în Gansu. Conform Catalogue of Life specia Helina subeiensis nu are subspecii cunoscute.